# بخش کله گان
بخش کله گان، یکی از بخش‌های شهرستان گلشن استان سیستان و بلوچستان ایران است. مرکز این بخش، روستای لجی است.

## تقسیمات کشوری
- بخش کله گان
  - دهستان کله گان
  - دهستان شند اشکندان

## جمعیت
براساس سرشماری عمومی نفوس و مسکن در سال ۱۳۹۵، جمعیت بخش کله گان برابر با ۶٬۹۶۲ نفر بوده‌است.